# Situregen
Situregen is een bestuurslaag in het regentschap Lebak van de provincie Banten, Indonesië. Situregen telt 4554 inwoners (volkstelling 2010).